# 후쿠하라촌 (야마가타현)
후쿠하라촌(福原村)은 야마가타현 기타무라야마군에 있던 촌이다.

## 역사
- 1889년 4월 1일 - 정촌제 시행에 의해 후쿠하라촌이 성립하였다.
- 1954년 10월 1일 - 오바나자와정, 미야자와촌, 다마노촌, 도키와촌과 합병해, 오바나자와정이 신설되어 소멸하였다.

## 참고문헌
- 『市町村名変遷辞典』東京堂出版、1990年。